# أمراض الأذن الداخلية ذاتية المناعة
مرض الأذن الداخلية ذاتي المناعة عُرف لأول مرة من قبل الدكتور بريان مكابي في ورقة بحثية تصف ضعف السمع بآلية مناعية ذاتية. ينتج عن المرض صمم حسي عصبي تدريجي ثنائي الجانب وغير متماثل، ويصيب أحيانًا الجهاز الدهليزي للمريض. يستخدم مصطلح مرض الأذن الداخلية ذاتي المناعة لوصف أي اضطراب يحدث فيه تلف في الأذن الداخلية نتيجة لاستجابة المناعة الذاتية. تشمل بعض الأمثلة على اضطرابات المناعة الذاتية التي ظهرت مع مرض الأذن الداخلية ذاتي المناعة متلازمة كوجان، والتهاب الغضاريف الناكس، والذئبة الحمامية الجهازية، الورام الحبيبي الويغنري، والتهاب الشرايين العقدي المتعدد، ومتلازمة شوغرن، ومرض لايم.
توصلت الأبحاث إلى توافق في الآراء على أن مرض الأذن الداخلية ذاتي المناعة ناتج عن الأجسام المضادة أو الخلايا المناعية الأخرى التي تسبب تلفًا في هياكل الأذن الداخلية مثل القوقعة والجهاز الدهليزي. تجدر الإشارة إلى أن مرض الأذن الداخلية ذاتي المناعة هو مرض الصمم الحسي العصبي الوحيد المعروف الذي يستجيب للعلاج الطبي، ولكن قد يؤدي إيقاف العلاج لمدة تزيد عن ثلاثة أشهر إلى فقدان السمع الدائم والحاجة إلى زراعة القوقعة الصناعية.
رغم دراسة مرض الأذن الداخلية ذاتي المناعة على نطاق واسع على مدى الـ25 عامًا الماضية، لم تُعرف آلية الإصابة بشكل واضح. قدمت ورقة بحثية حديثة مراجعة أدبيات لجميع المقالات ذات الصلة التي يعود تاريخها إلى عام 1980، واقترحت الآلية الإمراضية التي تتضمن الاستجابة الالتهابية والهجوم الخلوي المناعي على هياكل الأذن الداخلية. تؤدي هذه الاستجابة إلى فرط تنشيط الخلايا المناعية الأخرى مثل الخلايا تي المساعدة، ما يؤدي إلى اضطرابات وعائية وتضرر القوقعة. يبدو أن مرض الأذن الداخلية ذاتي المناعة ينتج عن تلف السمع الحسي العصبي بسبب الاضطرابات الكهروكيميائية والخثار المكروي وترسب الخلايا المناعية. بالإضافة إلى ذلك، تساهم الأجسام المضادة ذاتية التفاعل والخلايا التائية في الضرر السابق ذكره. اقترحت الأبحاث أن الخطوة التالية القيمة في الكشف عن سبب مرض الأذن الداخلية ذاتي المناعة هي البحث في دور الإنترلوكين-1 بيتا.

## العلامات والأعراض
تشمل علامات وأعراض مرض الأذن الداخلية ذاتي المناعة:
- صمم تدريجي في كلتا الأذنين
  - يبدأ عادةً في أذن واحدة ويؤثر تدريجيًا على الأخرى
  - قد يبدأ الصمم فجأةً
- طنين الأذن (رنين أو أزيز في الأذنين)
- ضعف القدرة على فهم الكلمات
- فقدان التوازن (الأعراض الدهليزية)
  - يمكن أن تتغير درجة فقدان التوازن طوال فترة المرض

## أسبابه
مرض الأذن الداخلية ذاتية المناعة يسببه عادة الأجسام المضادة أو الخلايا المناعية التي تضر الأذن الداخلية، هناك عدة عوامل تسببه منها:
- عوامل وراثية[8][9]
- استخدام الأدوية (التي تحتوي على الأفيون مثل)

وقد وجدت الدكتور غيل ايشياما أستاذ مساعد في UCLA قسم الأمراض العصبية  من خلال أبحاثه أن تعاطي الأدوية التي تحتوي على الأفيون أو هيدروكودون لفترة طويلة يمكن أن تؤدي إلى فقد السمع

## العلاج
اقتُرحت عدة علاجات الطبية لمرض الأذن الداخلية ذاتي المناعة، وكان العلاج بالكورتيكوستيرويدات هو الأكثر فعالية. مع ذلك، أظهر العلاج بالكورتيكوستيرويدات (بريدنيزون وديكساميثازون بشكل خاص) فعالية محدودة لدى بعض المرضى، ما أشار إلى الحاجة إلى طرق علاج جديدة. الهدف من معظم علاجات مرض الأذن الداخلية ذاتي المناعة هو إعطاء الكورتيكوستيرويدات خلال فترة زمنية معينة، وإعادة تقييم السمع بعد كل فترة، وفي النهاية، تقليل جرعة الكورتيكوستيرويدات تدريجيًا وإيقافها. من الناحية المثالية، يمكن للمرضى أن يتعافوا تمامًا، لكن نادرًا ما يحدث ذلك. في كثير من الأحيان، يجب إعطاء مثبطات عامل نخر الورم ألفا بالإضافة إلى الكورتيكوستيرويدات لتحقيق نتيجة إيجابية إيقاف العلاج بالكورتيكوستيرويدات. أشارت الأوراق البحثية الحديثة إلى أن مثبط عامل نخر الورم ألفا، إنفليكسيماب، يحسن حالة المريض مع تخفيف الأعراض. 
استخدمت العوامل السامة للخلايا مثل سيكلوفوسفاميد وميثوتركسيت في علاج مرض الأذن الداخلية ذاتي المناعة في الماضي؛ ومع ذلك، أشارت النتائج إلى فائدة محدودة لهذه الأدوية في تقليل الأعراض.

## وصلات خارجية
- Autoimmune inner ear disease[وصلة مكسورة] at American Academy of Otolaryngology